# Aşağı Yavucak, Havza
Aşağı Yavucak là một xã thuộc huyện Havza, tỉnh Samsun, Thổ Nhĩ Kỳ. Dân số thời điểm năm 2010 là 349 người.